# 尚静波
尚静波（1947年7月—2020年9月2日），男，笔名宁河、丁可，满族，天津宝坻人，中华人民共和国作家，中国作家协会会员，曾任呼和浩特市作协主席、呼和浩特市文联副主席。

## 生平
1947年生于河北省宝坻县。1968年在呼和浩特市郊区插队务农，后任市第十九中学教师。1978年考入内蒙古师范学院中文系，1981年开始在《山丹》、《草原》等文学刊物上发表小说。1982年毕业后在呼和浩特市文联工作，担任专业作家、《山丹》月刊编辑。曾任呼和浩特市作协主席、市文联副主席。退休后担任呼和浩特市作协名誉主席、《呼和浩特文艺》常务副主编。主编《呼和浩特现当代文学史》和《呼和浩特与中国电影》。
2020年9月2日凌晨在呼和浩特逝世。

## 作品
著有小说（集）《爱的复苏》《警察与逃犯》《漂亮女巫》《斗二闲话》《黑牛沟轶事》《女十人谈》《失重》《金猫儿》《永远不长大》《突围》《基石》《特写牛玉儒》等。纪实文学《学十人谈》《基石: 模范基层干部戴成钧》等。其中《爱的复苏》（1987年）和《斗二闲话》（1994年）获全国满族文学奖。